# 푸껫섬

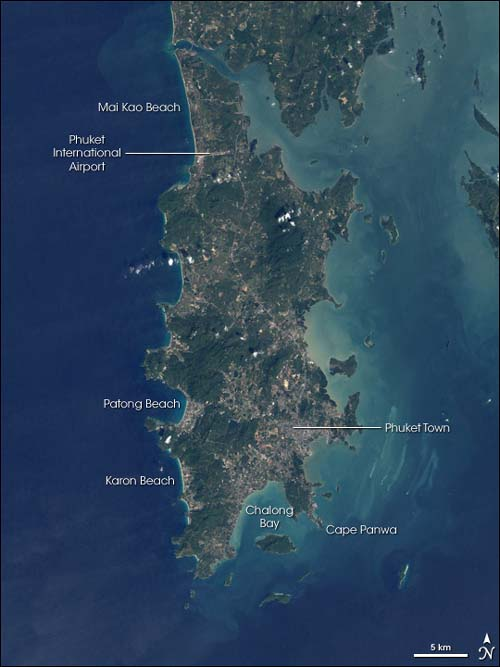
푸껫섬의 위성사진

푸껫섬(태국어: ภูเก็ต)은 태국 남부의 섬으로, 행정 구역 상으로 푸껫주에 해당한다.